# Zandkom
Zandkom är en ort i Burkina Faso.   Den ligger i provinsen Province du Bam och regionen Centre-Nord, i den centrala delen av landet, 90 km norr om huvudstaden Ouagadougou. Zandkom ligger 326 meter över havet och antalet invånare är 1 560.
Terrängen runt Zandkom är platt. Närmaste större samhälle är Vousnango, 8,9 km väster om Zandkom.
Trakten runt Zandkom består i huvudsak av gräsmarker. Runt Zandkom är det ganska tätbefolkat, med 111 invånare per kvadratkilometer.